# Ministerio Federal del Interior y de la Patria
El Ministerio Federal del Interior y de la Patria  (en alemán: Bundesministerium des Innern und für Heimat, abreviado BMI) es un departamento ministerial del gobierno federal alemán. Su sede principal está en Berlín, contando además con una sede secundaria en Bonn. El actual ministro del interior es Alexander Dobrindt.

## Historia
El Reichsamt des Innern ("Oficina Imperial del Interior") fue el organismo que ejerció las funciones de Ministerio del Interior durante la época del Imperio Alemán. Bajo propuesta del Reichskanzler Otto von Bismarck, este departamento gubernamental fue creado el 24 de diciembre de 1879 por decreto imperial de la Cancillería del Reich. Al igual que las otras oficinas imperiales, el Reichsamt des Innern estaba directamente bajo el control del Reichskanzler. La sede de la oficina estaba en Berlín y el puesto fue gestionado por un Secretario de Estado, que a partir de 1881 (y hasta 1916) fue ejercido simultáneamente junto al cargo de Vizekanzler.
Tras la creación de la República de Weimar, el 11 de febrero de 1919 la antigua Reichsamt se convirtió en Reichsministerium des Innern (RMI) o "Ministerio Imperial del Interior", departamento que existiría entre 1919 y 1945. Tras el ascenso de los nazis al poder, el 1 de noviembre de 1934 el ministerio fue unificado con el Ministerio Prusiano del Interior como el Reichs- und Preußischen Ministerium des Innern ("Ministerio Imperial y Prusiano del Interior"). Tras el final de la Segunda Guerra Mundial, en 1949 el gobierno de la Alemania Occidental creó el actual Ministerio, cuya estructura ha continuado funcionando hasta la actualidad.

## Responsabilidades
El Ministerio del Interior es responsable de la seguridad interior y la protección del orden constitucional, de protección civil frente a los desastres y el terrorismo, para las personas desplazadas, las cuestiones administrativas, y el deporte. Es sede de la Comisión Permanente de Ministros del Interior y también todos los proyectos legislativos sobre pasaportes, cédula de identidad, armas de fuego y explosivos.
El ministerio también se encuentra el Centro Conjunto contra el Terrorismo se formó en 2004, que es un intercambio de información y foro de análisis para toda la policía alemana y agencias de inteligencia implicados en la lucha contra el terrorismo.

## Organización

### Secretarías de estado

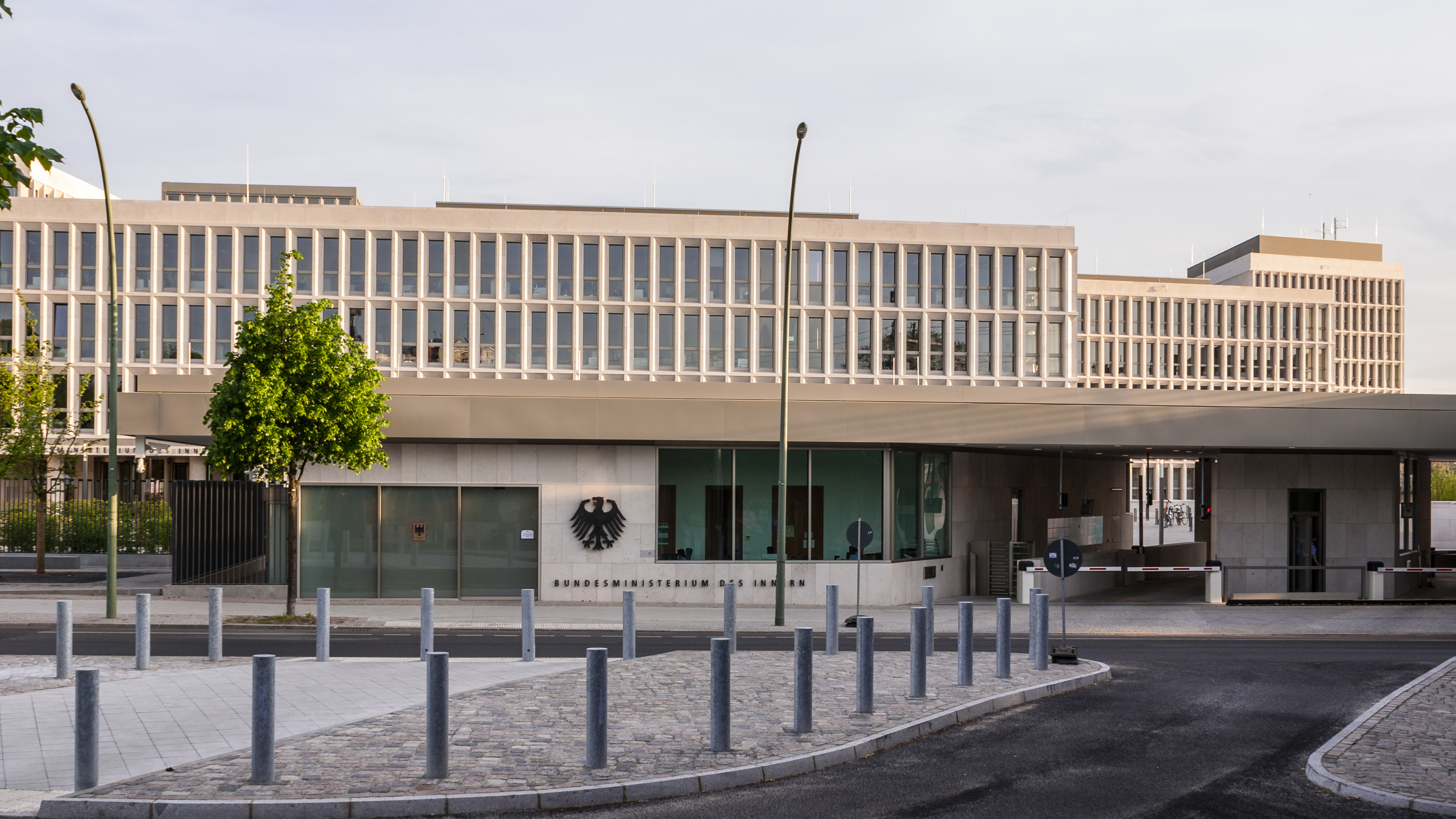
Sede de Berlín.

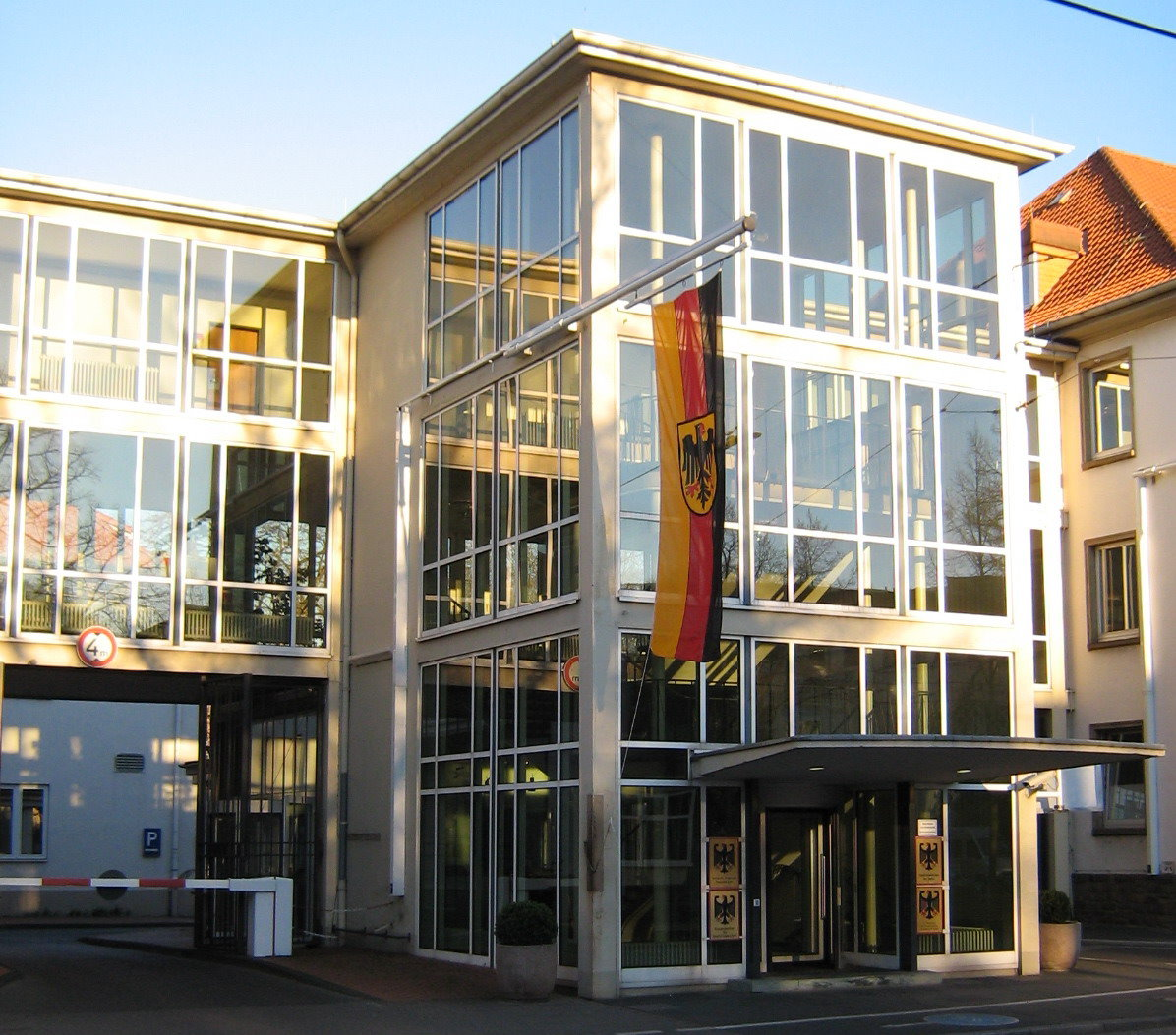
Sede de Bonn.

El ministro está apoyado por dos Secretarios de Estado parliamentarios (diputados) —Christoph Bergner y Ole Schröder— y dos Secretarios de Estado (políticos) —Cornelia Rogall-Grothe y Klaus-Dieter Fritsche— encargados de los diferentes departamentos del ministerio. Los dos Secretarios de Estado políticos tienen responsabilidad de los departamentos designados como "P", "B", "IS", "M", "Z", "G", "D", "O", "SP" y "V" más la célula de gestión de crisis, el grupo de trabajo sobre contraespionaje, tecnología, protección de datos, transparencia y la oficina antidopaje.

### Departamentos
- El Departamento "P" (Abteilung P) es el departamento de policía del ministerio y tiene dos ramas: la aplicación de la ley y la lucha contra el terrorismo. Analiza los problemas de control del delito y desarrolla conceptos y proyectos de ley para mejorar la aplicación de la ley y los esfuerzos de prevención del delito. También gestiona la Oficina Federal de Policía Judicial, coordina los despliegues de los grupos de apoyo para la policía y representa los intereses federales en el deporte y el campo de la seguridad. Debido a la estructura federal de Alemania, solo se puede promover la seguridad interna y seguridad pública, cooperando con las fuerzas policiales estatales y con los organismos dentro de la Unión Europea (UE) y más allá.
- El Departamento "IS" (Abteilung IS) es responsable de le seguridad interior con responsabilidad de proteger el estado contra el extremismo política. Es responsable de la supervisión de la Oficina de protección de la Constitución. Además es responsable de la seguridad de información clasificada y la prevención de sabotaje y espionaje. Tiene responsabilidad para la protección civil y gestión de crisis y supervisa la Agencia Federal de Ayuda Técnica.
- El Departamento "B" (Abteilung B) supervisa y dirige la Policía Federal Alemana.
- El Departamento "M" (Abteilung M) es responsable de inmigración, integración, refugiados y armonización europea.
- El Departamento "Z" (Abteilung Z) es la oficina central.
- El Departamento "G" (Abteilung G) es responsable por la política, Europa y desarrollo internacional.
- El Departamento "D" (Abteilung D) es responsable por la función pública.
- El Departamento "O" (Abteilung O) es responsable por la modernización y organización administrativa.
- El Departamento "SP" (Abteilung SP) es responsable por el deporte.
- El Departamento "V" (Abteilung V) es responsable por asuntos de ley constitucional, estatal, administrativa y europea.

### Agencias especiales
- Oficina Federal de Migración y Refugiados
- Academia Federal de Administración Pública
- Agencia de Adquisiciones del Ministerio Federal del Interior
- Comisario Federal por la Protección de datos y libertad de información
- Agencia Federal por la Protección de la Constitución
- Policía Federal
- Instituto Federal de Investigación de la Población
- Instituto Federal de Ciencias del Deporte
- Oficina Federal de Investigación Criminal
- Agencia Federal de Cartografía y Geodesia
- Agencia Federal para la Educación Cívica
- Oficina Federal de Seguridad de la Información
- Oficina Federal de Administración
- Procuraduría Federal de Protección Civil y Atención de Desastres
- Consejo Asesor Científico de Defensa Civil y de Protección de Desastres
- Colegio Federal de Administración Pública
- Departamento de coordinación y consultoría del gobierno federal para la tecnología de la información en la administración
- Oficina Federal de Estadística
- Agencia Federal por Ayuda Técnica
- Representante federal en el Tribunal Constitucional
- Responsable del gobierno federal por cuestiones de emigración y minorías
- Agencia Federal para el Servicio de Emergencia de Radio Digital

## Ministros del Interior (desde 1949)
| Nombre (Nacim.-Muerte) | Nombre (Nacim.-Muerte)             | Imagen | Partido | Período en el cargo      | Período en el cargo      | Canciller (Gabinete)         |
| ---------------------- | ---------------------------------- | ------ | ------- | ------------------------ | ------------------------ | ---------------------------- |
|                        | Gustav Heinemann (1899–1976)       |        | CDU     | 20 de septiembre de 1949 | 11 de octubre de 1950    | Adenauer (I)                 |
|                        | Robert Lehr (1883–1956)            |        | CDU     | 11 de octubre de 1950    | 20 de octubre de 1953    | Adenauer (I)                 |
|                        | Gerhard Schröder (1910–1989)       |        | CDU     | 20 de octubre de 1953    | 13 de noviembre de 1961  | Adenauer (II • III)          |
|                        | Hermann Höcherl (1912–1989)        |        | CSU     | 14 de noviembre de 1961  | 25 de octubre de 1965    | Adenauer (IV • V) Erhard (I) |
|                        | Paul Lücke (1914–1976)             |        | CDU     | 26 de octubre de 1965    | 2 de abril de 1968       | Erhard (II) Kiesinger (I)    |
|                        | Ernst Benda (1925–2009)            |        | CDU     | 2 de abril de 1968       | 21 de octubre de 1969    | Kiesinger (I)                |
|                        | Hans-Dietrich Genscher (1927-2016) |        | FDP     | 22 de octubre de 1969    | 16 de mayo de 1974       | Brandt (I • II)              |
|                        | Werner Maihofer (1918–2009)        |        | FDP     | 16 de mayo de 1974       | 8 de junio de 1978       | Schmidt (I • II)             |
|                        | Gerhart Baum (1932-2025)           |        | FDP     | 8 de junio de 1978       | 17 de septiembre de 1982 | Schmidt (II • III)           |
|                        | Jürgen Schmude (1936-2025)         |        | SPD     | 17 de septiembre de 1982 | 1 de octubre de 1982     | Schmidt (III)                |
|                        | Friedrich Zimmermann (1925–2012)   |        | CSU     | 4 de octubre de 1982     | 21 de abril de 1989      | Kohl (I • II • III)          |
|                        | Wolfgang Schäuble (n. 1942)        |        | CDU     | 21 de abril de 1989      | 26 de noviembre de 1991  | Kohl (III • IV)              |
|                        | Rudolf Seiters (n. 1937)           |        | CDU     | 26 de noviembre de 1991  | 7 de julio de 1993       | Kohl (IV)                    |
|                        | Manfred Kanther (n. 1939)          |        | CDU     | 7 de julio de 1993       | 27 de octubre de 1998    | Kohl (IV • V)                |
|                        | Otto Schily (n. 1932)              |        | SPD     | 27 de octubre de 1998    | 22 de noviembre de 2005  | Schröder (I • II)            |
|                        | Wolfgang Schäuble (n. 1942)        |        | CDU     | 22 de noviembre de 2005  | 28 de octubre de 2009    | Merkel (I)                   |
|                        | Thomas de Maizière (n. 1954)       |        | CDU     | 28 de octubre de 2009    | 3 de marzo de 2011       | Merkel (II)                  |
|                        | Hans-Peter Friedrich (n. 1957)     |        | CSU     | 3 de marzo de 2011       | 17 de diciembre de 2013  | Merkel (II)                  |
|                        | Thomas de Maizière (n. 1954)       |        | CDU     | 17 de diciembre de 2013  | 14 de marzo de 2018      | Merkel (III)                 |
|                        | Horst Seehofer (n. 1949)           |        | CSU     | 14 de marzo de 2018      | 8 de diciembre de 2021   | Merkel (IV)                  |
|                        | Nancy Faeser (n. 1970)             |        | SPD     | 8 de diciembre de 2021   | 6 de mayo de 2025        | Scholz (I)                   |
|                        | Alexander Dobrindt (n. 1970)       |        | CSU     | 6 de mayo de 2025        | En el cargo              | Merz (I)                     |